# Timoška divizija (Kraljevina Jugoslavija)
Timoška divizija (srbsko Timočka divizija) je bila pehotna divizija Vojske Kraljevine Jugoslavije, ki je bila uničena med aprilsko vojno.
Divizijski štab je bil nastanjen v Zaječarju.

## Organizacija
1. september 1939
- štab (Zaječar)

- 9. pehotni polk (Negotin)
- 14. pehotni polk (Knjaževac)
- 20. pehotni polk (Zaječar)
- 20. samostojni artilerijski divizion (Knjaževac)
- 4. artilerijski polk (Zaječar)